# Primato
Primato est une revue littéraire bimensuelle italienne, fondée à Rome en 1940 par Giuseppe Bottai. 
Dédiée aux Lettere e arti d'Italia, elle se donnait pour mission d'analyser l'identité culturelle du fascisme, à la suite du débat entrepris quelques années plus tôt par Critica fascista, revue également fondée par Bottai. Nombreux furent les intellectuels de toutes tendances qui y contribuèrent.

## Contributeurs
Dans le domaine de la philosophie et de la critique littéraire, on peut citer Nicola Abbagnano,  Gianfranco Contini et Mario Praz ; dans le domaine romanesque, Corrado Alvaro, Riccardo Bacchelli, Alessandro Bonsanti, Giovanni Comisso, Vitaliano Brancati, Dino Buzzati, Vincenzo Cardarelli, Emilio Cecchi, Giuseppe Dessì, Carlo Emilio Gadda, Vasco Pratolini et Cesare Pavese; pour la poésie, Alfonso Gatto, Mario Luzi, Sandro Penna, Salvatore Quasimodo, Eugenio Montale, Vittorio Sereni ou Giuseppe Ungaretti; pour le journalisme, Leo Longanesi, et Indro Montanelli; dans le domaine pictural, Filippo De Pisis, Renato Guttuso ou Orfeo Tamburi. Dans le n°2 de 1940 paraît un récit inédit de Dino Buzzati Uomo in Africa jugé trop long pour paraître dans son journal le Corriere della Sera.
La revue cessa de paraître le 25 juillet 1943.